# Geli Raubal
Angela Maria Raubal, detta Geli (Linz, 4 giugno 1908 – Monaco di Baviera, 18 settembre 1931), è stata una cittadina tedesca, nota per essere stata la nipote di Adolf Hitler in quanto figlia della sua sorellastra Angela.

## Biografia
Il padre, Leo Raubal, morì nel 1910. La ragazza aveva un forte legame con lo zio materno.
Angela Raubal detta Geli cresce a Vienna, dove frequenta il liceo femminile Mariahilfer (Mariahilfer Mädchengymnasium). Poiché i risultati scolastici sono negativi, deve ripetere la classe e la madre, Angela Hitler, la trasferisce al Realgymnasium. Per completare gli studi, Geli si trasferisce dalla zia Maria Raubal a Linz, dove frequenta l'Akademisches Gymnasium. Nel 1923, quando lei ha 15 anni, lo zio materno Adolf Hitler viene nominato suo tutore. L'anno seguente, nel 1924, Geli si reca con il fratello Leo Raubal a Landsberg am Lech, dove incontra lo zio per la prima volta. Nel giugno 1927 sarà una delle prime ragazze a conseguire la maturità.

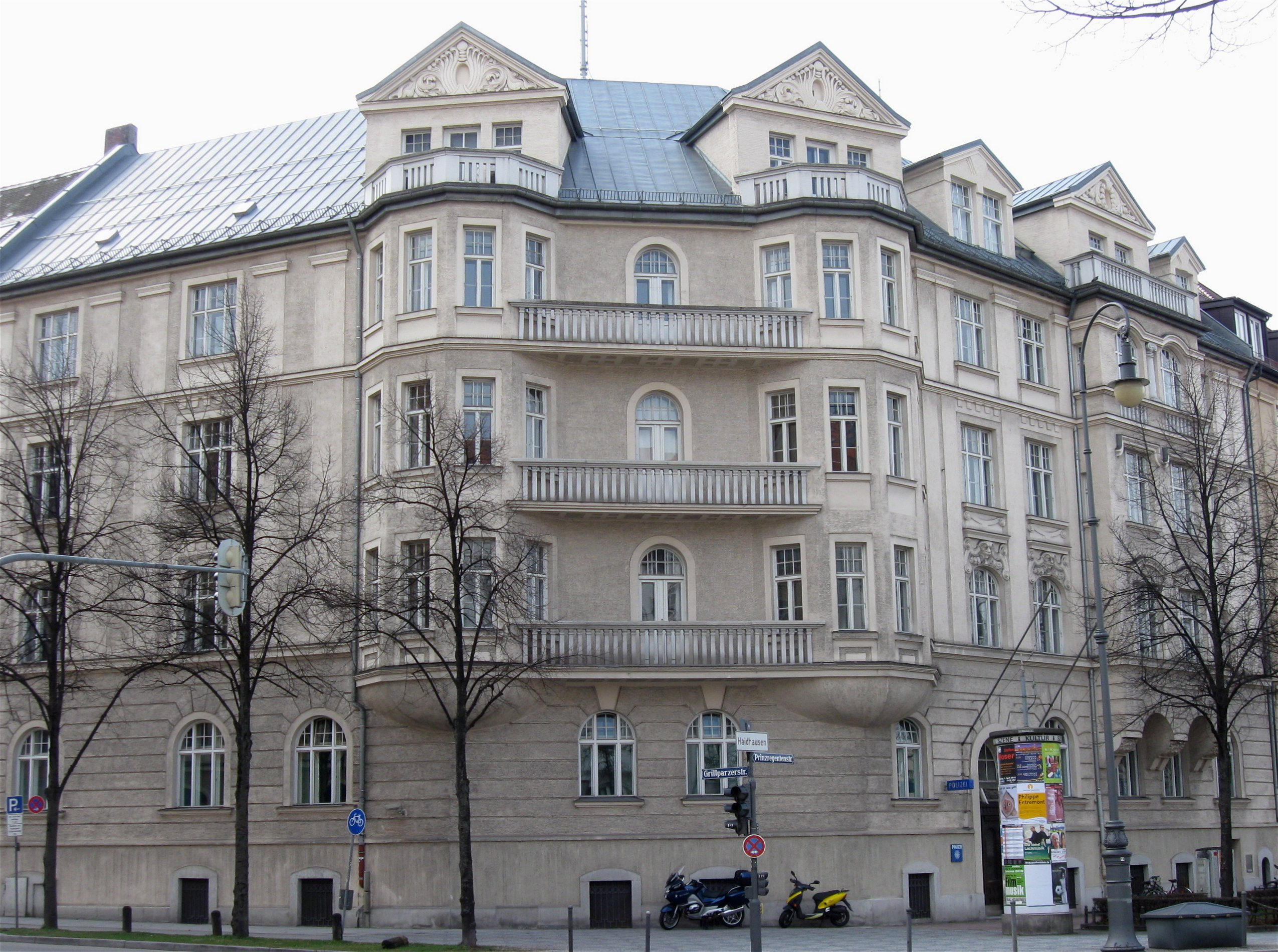
Vista esterna della casa in Prinzregentenplatz, 16 a Monaco di Baviera dove Geli visse con suo zio Adolf Hitler dall'ottobre 1929 al 18 settembre 1931, quando si suicidò.

Nel 1927, dopo il diploma della ragazza, lo zio la conduce con sé al congresso del Partito Nazista presso Norimberga e in altri luoghi d'interesse, tra cui spiccano Berlino, Amburgo e Weimar. Durante questi viaggi, la giovane Raubal è accompagnata anche dalla madre e Rudolf Hess farà loro da autista. Geli decide quindi di studiare medicina presso l'Università Ludwig Maximilian di Monaco di Baviera e in autunno va a risiedere in una pensione situata a non molta distanza dalla residenza dello zio Adolf Hitler. Durante questo periodo, Geli stringe amicizia con Henriette Hoffmann, la figlia del fotografo Heinrich Hoffmann. Questi dirà che Geli Raubal "con la sua natura spontanea, priva di ombra di smorfiosaggine, diventava sempre il centro dell'attenzione di chi le stava attorno".
Nel tempo libero, la giovane si reca all'Opera con lo zio o viaggia con lui; entro il primo semestre, Geli abbandona la facoltà di medicina. Nel 1927, Rudolf Hess comunica a Hitler che Emil Maurice (cofondatore delle SS nonché autista di Hitler) gli ha confessato di volersi sposare con Geli; poiché la giovane è ancora minorenne, la cosa è fuori questione: lo zio minaccia di rispedirla a Vienna e nel gennaio 1928 licenzia Maurice. Nell'ottobre 1929, Hitler si trasferisce con la nipote in un appartamento presso Prinzregentenplatz 16: la stanza di Geli era affacciata sul Prinzregententheater.
In questo periodo, Geli esprime il desiderio di diventare cantante lirica e lo zio finanzia i suoi studi. Il 14 settembre 1930, Adolf Hitler è eletto al Reichstag; il rapporto tra zio e nipote presenta molti interrogativi, perché Hitler teneva sempre accanto Geli e già allora esisteva chi riteneva questo fatto anormale, morboso. In particolare, Gregor Strasser, rivale politico interno al partito, diffamò Hitler in tal senso. Molti altri oppositori politici dei nazionalsocialisti sfruttarono la storia secondo cui Hitler avesse un rapporto incestuoso con la nipote, ma data la mancanza di prove queste storie sembrano essere limitate a della semplice propaganda antinazista.

### Morte

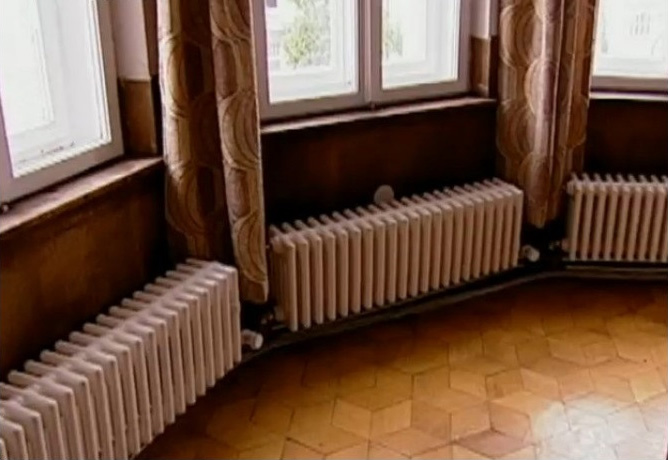
In questo angolo dell'appartamento di Prinzregentenplatz, 16 c'era il divano dove si suicidò Geli il 18 settembre 1931.

Angelika Raubal si suicidò nell'appartamento di Prinzregentenplatz, il 18 settembre 1931, sparandosi con la pistola di Adolf Hitler, una Walther calibro 6,35 mm. L'ipotesi di suicidio non è pienamente accertata, sebbene non ci siano prove concrete per affermare il contrario: la stanza in cui fu ritrovata, ad esempio, era chiusa dall'interno. Già all'epoca dei fatti alcuni quotidiani riportarono una versione diversa dell'accaduto, indirizzata ad un omicidio (non si palesa però il fatto che Hitler fosse il mandante se non l'esecutore materiale del delitto): più esplicito di tutti fu il giornale socialista Münchener Post, che il 20 settembre 1931, in un articolo riportava che "Il 18 settembre 1931 Hitler sparò alla propria amata nipote, Geli Raubal, 23 anni. L'omicidio è stato archiviato come suicidio dal Ministro della Giustizia bavarese, che è un alleato politico".
Tuttavia, il corpo di Raubal venne gravemente sfregiato e il suo naso risultò rotto; una lettera incompiuta indicava che stava lasciando la casa dello zio per andare a Vienna. La causa della morte sarebbe un'emorragia polmonare, e infatti il corpo della giovane venne ritrovato circa 17 ore dopo la morte. Secondo alcuni, il pomeriggio del 18 settembre c'era stato un duro litigio tra zio e nipote, e la morte potrebbe quindi essere collegata a ciò che fu detto in tali circostanze. Alla polizia Hitler spiegherà che la nipote desiderava continuare a fare la cantante, e tuttavia si sentiva molto sotto pressione. Leo Raubal aveva incontrato Geli quella settimana, riferendo che la sorella gli era parsa tranquilla.
Angela Maria Raubal venne sepolta il 23 settembre presso il Zentralfriedhof di Vienna e due giorni dopo lo zio visitò la tomba. Il fatto che le fosse stato concesso un funerale cattolico nonostante il suicidio è per molti una prova del fatto che in realtà la giovane fu uccisa, tuttavia tale elemento non rappresenta di per sé una prova ma solo un'opinione. Gregor Strasser comunicò al fratello Paul, in via strettamente confidenziale, che Hitler aveva ucciso Geli durante un litigio; egli passò tre notti e tre giorni presso di lui impedendogli infine di uccidersi. Paul Strasser, dopo la morte di Gregor, lo comunicò all'altro fratello Otto Strasser..
Non si sa di altri testimoni dell'accaduto: alla domanda di come mai, dal momento che Hitler ancora non era potente, non si passò alle vie legali, la risposta fu che il ministro della giustizia bavarese Gurtner affossò il processo, dichiarando che si trattava di suicidio. In seguito, egli divenne ministro della giustizia del Reich. Quando Otto Strasser pubblicò nel 1939 sul quotidiano francese Journal un articolo sulla morte di Geli e sulla colpevolezza di Hitler ricevette da Monaco di Baviera una lettera da Padre Pant, che - affermando di aver proceduto all'interramento del corpo in terra santa - sosteneva (senza però fornire prove) che non si trattava di suicidio. Il pagamento della tomba sarà completato nel 1938, nel marzo 1946 il corpo viene trasferito e negli anni sessanta se ne perdono le tracce.

## Effetti su Hitler
Quando, presso Norimberga, l'uomo seppe del suicidio della nipote, piombò in un forte stato di depressione, quasi tanto da voler abbandonare la politica; sembrerebbe, inoltre, che lui stesso abbia meditato di togliersi la vita (fatto non nuovo, documentato anche in occasione del fallimento del Putsch del 1923).
Durante il processo di Norimberga, Hermann Göring riferì che la morte della nipote segnò profondamente Hitler, lasciandogli ferite tali da mutare per sempre il suo modo di relazionarsi con gli altri.
Dopo la morte della nipote, Hitler conservò la stanza di Geli intatta, impedendo a chiunque di entrarvi. Adolf Hitler fece realizzare un busto di Angelika Raubal da Ferdinand Liebermann e conservò un ritratto della nipote nella propria camera da letto, sia presso il Berghof che presso la Cancelleria di Berlino. Sembra infine che Hitler abbia usato la stessa pistola della nipote per uccidersi.